# さすらい人幻想曲
幻想曲 ハ長調 作品15, D 760 は、フランツ・シューベルトが1822年に作曲したピアノ独奏曲。第2楽章の旋律が自作の歌曲『さすらい人』（D 489）から引用されていることから、一般的に『さすらい人』または『さすらい人幻想曲』（さすらいびとげんそうきょく、ドイツ語: Fantaisie 'Wandererfantasie'）の名で親しまれている。

## 概要
シューベルトがこの幻想曲を作曲したのは、『未完成交響曲』の第3楽章のスケッチを中断した直後の1822年後半と考えられており、上記のように第2楽章の変奏曲主題が自作の歌曲『さすらい人』から引用されている（また、4楽章とも『さすらい人』に基づく主題を用いている）ことが愛称の由来である。
シューベルトのピアノ作品としては高度の演奏技術を要する作品で、シューベルト自身がうまく弾けず、苛立ちのあまり「こんな曲は悪魔にでも弾かせてしまえ」と言ったという逸話もある。最も多用されている技法はアルペッジョ（分散和音）で、シューベルトの他のピアノ作品でこれほど多様なアルペッジョを駆使した作品はほとんどない（シューベルトがこの作品の出版に当たって援助を受け、曲を献呈したエマヌエル・カール・エードラー・フォン・リーベンベルク（Emanuel Karl, Edler  von Liebenberg）はヨハン・ネポムク・フンメルの弟子だった）。
のちにフランツ・リストが編曲したピアノ協奏曲（管弦楽伴奏、S. 366）版もよく知られ、またリストは2台ピアノ版（S. 653）や弾きやすくした校訂版（S. 656a）も発表している。

## 曲の構成
全4楽章からなるが、切れ目なく演奏される。演奏時間は約20分。「幻想曲」という名がついているが、本作は実質的に全4楽章からなる自由な形式のソナタ風作品で、後にリストが単一楽章の幻想曲風ソナタである『ピアノソナタ ロ短調』（S. 178）を作曲する上でも大きな影響を与えたとされている。
- 第1楽章 アレグロ・コン・フォーコ
ハ長調、4分の4拍子、ソナタ形式。
自身が作曲した歌曲『さすらい人』のダクチュルリズム（長‐短短）を基にした主題による。非常に堂々とした祭典風の音楽。ホ長調の第2主題もダクチュルリズムによる。シューベルトは、素材として使用した『さすらい人』中のダクチュルリズムを好み、たびたび自作の中で用いている（例としては、劇付随音楽『ロザムンデ』（D 797）の第3幕間奏曲や、同曲を引用した『4つの即興曲』（D 935）の第3曲、『楽興の時』（D 780）の第5曲など）。

- 第2楽章 アダージョ
嬰ハ短調、2分の2拍子、変奏曲形式。
歌曲『さすらい人』の悲愴的な旋律による。リストはこの楽章を「この楽章は非常に遅く心の底から感傷的に弾くべきだ」と語った。変奏が進むに従って音が細分化されていき、切れ目なく第3楽章へ続く。

- 第3楽章 プレスト
変イ長調、4分の3拍子。
第1楽章の主題のリズムをさらに強調した主題によるスケルツォ風の楽章。これも同様に終楽章へ続く。

- 第4楽章 アレグロ
ハ長調、4分の4拍子。
ピアニスティックで華やかな楽章で、第1楽章の主題がフーガ風に回想されて始まる。全曲の中でも特に左手のアルペッジョが難しい。